# Море
Мо́ре — часть Мирового океана, обособленная сушей или возвышениями подводного рельефа. Отличается от Мирового океана также гидрологическим, метеорологическим и климатическим режимами, что связано с их окраинным положением относительно океанов и замедлением водообмена из-за ограниченности связи с открытой частью. Моря также отделяют друг от друга в соответствии с их флорой и фауной (например, Эгейское море находится в Средиземном море). Для фауны морей характерно наличие эндемиков.
У различных авторов, в частности, в Библии, морями может называться любое большое водное пространство (реки, озёра, заливы); например, Египетское море (Ис. 11:15) в Библии по разным предположениям обозначает или реку Нил, или часть Чермного моря; кроме того, там называется морем река Евфрат.
В толковом словаре Даля море определяется как скопление горько-солёных вод в обширных впадинах или разломах земной поверхности. Таким образом, морем называют все эти произвольно разграниченные воды в противоположность земле (суше, материку). Обычно моря сообщаются с мировым океаном посредством проливов (например, Средиземное, Чёрное и другие) и носят это название правильно. Менее законно придаётся оно солёным или пресным озёрам (например, Каспий, Арал, Мёртвое море, Байкал — «Славное море — священный Байкал»). Кроме того, морем обозначают бездну или пропасть, необъятность.
Объекты, именуемые морями, существуют не только на Земле: например, «Южное море» есть на Марсе и на Луне (лунным морем называется (визуально) тёмное пятно на поверхности лунного диска).
При охлаждении солёная вода превращается в «морской лёд» — это происходит ниже точки замерзания для пресной воды при температуре около −1,8 °C.

## Этимология
Русское слово «море» восходит к праслав. *mor'e, которое, в свою очередь, продолжает пра-и.е. *mori, первоначальным значением которого, видимо, было «стоячая вода» (оттуда же и лат. mare «море»).

## Общие сведения
По степени обособленности и особенностям гидрологического режима моря подразделяются на 3 группы: внутренние моря (средиземные моря и полузамкнутые моря), окраинные моря и межостровные моря. По географическому положению средиземные моря иногда делят на межматериковые моря и внутриматериковые моря.
С геологической точки зрения современные моря — молодые образования. В очертаниях, близких к современным, они все определились в палеоген-неогеновое время, и окончательно оформились в антропогене. Наиболее глубокие моря (например, Средиземное море) образованы в местах крупных разломов земной коры, а мелкие моря возникли при затоплении окраинных частей материков водами Мирового океана и располагаются обычно на материковой отмели.
В 1978 году Международная морская организация учредила Всемирный день моря. Этот день входит в систему всемирных и международных дней ООН. Кроме этого, день моря празднуется как государственный праздник в Японии, а в России отмечается день Балтийского моря. В живописи картины, изображающие море, выделены в отдельный жанр — марина.

## Классификация морей
Существуют различные классификации морей, например, Крюммеля (1878), Ю. М. Шокальского (1917), Н. Н. Зубова и А. В. Эверлинга (1940), А. М. Муромцева (1951).

### Классификация по океанам
Разделение Мирового океана на отдельные океаны проведено Международной гидрологической организацией (IHO) в 1953 году (с последующими изменениями)
К морям по традиции из-за больших размеров относят Каспийское и Аральское моря — озёра, являющиеся остатками древнего океана Тетис. Кроме того, исторически сложились названия Мёртвое и Галилейское моря.
Существуют различные классификации морей.

#### Тихий океан
- Море Аки
- Море Бали
- Море Банда
- Берингово море
- Море Висаян
- Внутреннее Японское море
  - Ицуки-Нада
  - Харима-Нада (Харимское море)
- Восточно-Китайское море
- Жёлтое море
- Море Камотес
- Коралловое море
- Море Коро
- Новогвинейское море
- Море Минданао
- Молуккское море
- Охотское море
- Море Саву
- Море Самар
- Море Серам
- Море Сибуян
- Соломоново море
- Море Сулавеси
- Море Сулу
- Тасманово море
- Море Фиджи
- Филиппинское море (самое глубокое море Земли[8])
- Море Флорес
- Море Хальмахера
- Южно-Китайское море
- Яванское море
- Японское море

#### Атлантический океан
- Азовское море
- Балтийское море
- Гебридское море
- Ирландское море
- Ируазское море
- Карибское море
- Кельтское море
- Море Ирмингера
- Море Лабрадор
- Мраморное море
- Саргассово море
- Северное море
  - Ваттовое море
- Средиземное море
  - Адриатическое море
  - Альборан
  - Балеарское море
  - Ионическое море
  - Кипрское море
    - Киликийское море
    - Левантинское море

  - Лигурийское море
  - Тирренское море
  - Эгейское море
    - Икарийское море
    - Критское море
    - Миртойское море
    - Фракийское море
- Чёрное море

#### Индийский океан
- Андаманское море
- Аравийское море
- Арафурское море
- Красное море
- Лаккадивское море
- Тиморское море

#### Северный Ледовитый океан
- Баренцево море
  - Печорское море
- Море Баффина
- Белое море
- Море Бофорта
- Море Ванделя
- Восточно-Сибирское море
- Гренландское море
- Море Густава-Адольфа
- Карское море
- Море Лаптевых
- Море Линкольна
- Норвежское море
- Чукотское море

#### Южный океан
- Море Амундсена
- Море Росса
- Море Уэдделла
- Море Скоша
- Море Лазарева
- Море Дейвиса
- Море Беллинсгаузена
- Море Моусона
- Море Рисер-Ларсена
- Море Содружества
- Море Космонавтов
- Море Короля Хокона VII
- Море Сомова
- Море Дюрвиля

#### Заливы, по гидрологическим, гидрохимическим и др. характеристикам относящиеся к морям
- Бенгальский залив (Индийский океан)
- Гудзонов залив (Северный Ледовитый океан)
- Мексиканский залив (Атлантический океан)
- Персидский залив (Индийский океан)
- Бискайский залив (Атлантический океан)

### Классификация по степени обособления от океана
По степени обособления различают моря внутренние, окраинные, межконтинентальные и межостровные.
Внутренние моря — моря, большей частью закрытые от сообщения с океаном, которым присущ ограниченный (по сравнению с окраинными морями) водообмен с Мировым океаном. В таких морях глубина пролива, соединяющего их с океаном, небольшая, что ограничивает глубоководные течения, которые приводят к смешению глубинных вод. Примерами таких морей является Средиземное и Балтийское моря.
В зависимости от количества континентов, чьи берега моря омывают, внутренние моря делятся на межконтинентальные (Средиземное и Красное моря) и внутриконтинентальные (Жёлтое и Чёрное моря).
В зависимости от наличия связи с другими морями или Мировым океаном внутренние моря разделяют на изолированные (замкнутые) (Мёртвое, Аральское моря) и полуизолированные (полузамкнутые) (Балтийское, Азовское моря). Фактически изолированные моря являются озёрами.
Окраинные моря — это моря, которые характеризуются свободным сообщением с океаном и, в ряде случаев, отделённые от них цепью островов или полуостровами. Хотя окраинные моря лежат на шельфе, на характер донных отложений, климатический и гидрологический режимы, фауну и флору этих морей сильное влияние оказывает не только материк, но и океан. Окраинным морям присущи океанские течения, которые возникают благодаря океаническим ветрам. К морям такого типа относятся, например, Берингово, Охотское, Японское, Восточно-Китайское, Южно-Китайское, Карибское моря.
Межконтинентальные моря (иногда называемые средиземными морями) — это моря, которые окружены со всех сторон сушей и соединяются с океаном одним или несколькими проливами. К таким морям относятся Средиземное, Красное, Карибское.
Межостровные моря — моря, окружённые более или менее плотным кольцом островов, поднятия рельефа между которыми препятствуют свободному водообмену этих морей с открытой частью океана.
Большинство межостровных морей находятся среди островов Малайского архипелага. Крупнейшие из них: Яванское, Банда, Сулавеси.

### Классификация по температуре поверхностных вод
Существует также классификация морей в зависимости от температуры их поверхностных вод (тропические моря, моря умеренной зоны, полярные моря), но она практически не используется.

### Классификация по солёности вод
По степени солёности различают сильносолёные и слабосолёные моря.
Сильносолёные моря — моря, имеющие большую, чем в океане, солёность благодаря активному испарению, и их водообмен заключается в оттоке более солёной морской воды в нижние слои, и притоке более пресной воды в поверхностные слои через проливы из океана. Пример такого моря — Красное море.
Слабосолёные моря — моря, имеющие меньшую, чем океан солёность благодаря тому, что приток пресной воды со стоком рек и осадками не компенсируется испарением. В этом случае водообмен заключается в оттоке менее солёной морской воды в поверхностные слои и притоке более солёной воды в придонные слои через проливы. В таких бассейнах часто водообмен с придонными слоями недостаточен для поддержания необходимого для существования большинства биологических видов содержания кислорода. Пример такого моря — Чёрное море.

### Классификация по изрезанности береговой линии
Различают сильноизрезанную и слабоизрезанную береговую линию. Следует заметить, что, к примеру, Саргассово море вообще не имеет береговой линии.

## Береговая линия
Для береговой линии морей характерно наличие заливов, лагун, бухт, эстуариев впадающих рек, полуостровов, кос, лиманов, пляжей или клифов и других форм рельефа.
Залив — это часть моря, глубоко вдающаяся в сушу, но имеющая свободный водообмен с основной частью моря. Гидрологические и гидрохимические условия залива тождественны с условиями моря, частью которого они являются. В отдельных случаях местные особенности климата и материковый сток могут придавать гидрологическим характеристикам поверхностного слоя заливов некоторые специфические черты.
В зависимости от рельефа берегов и других географических условий заливы подразделяют на несколько видов:
- Бухта — небольшая часть моря, отделённая от открытых вод с трёх сторон частями суши (выступами берегов, скалами и близлежащими островами) и защищённая ими от волн и ветра. Большинство небольших бухт образуются в мягких скальных грунтах или глинах, вымытых волнами. Примерами бухт могут быть Севастопольская и Балаклавская бухты в Чёрном море, бухта Золотой Рог в Японском море. Небольшая бухта может быть в составе большей бухты, как, например, Южная бухта в составе Севастопольской бухты.

- Лиман — залив, отграниченный от моря песчаной косой (пересыпью). Чаще лиман — это затопленная часть ближайшего к морю участка речной долины (например, Днепровский, Днестровский лиманы на побережье Чёрного моря). Различают лиманы открытого типа (эстуарного типа) — обладающие постоянным водообменом с морем, и закрытого типа (лагунного типа) — отделённые от моря песчаной косой, пересыпью. На гидрологический режим лимана в значительной степени оказывает влияние река, которая в него впадает.
- Лагуна — мелководная часть моря, отделённая от него баром, косой, коралловым рифом и часто соединена с ним узким проливом. От других заливов лагуны отличаются большей степенью изолированности от моря. Часто встречаются внутри атолла (например, атоллы Киритимати, Кваджалейн).
- Эстуарий — однорукавное, воронкообразное устье реки, впадающей в море. Эстуарий образуется когда море затапливает устье реки, а приливно-отливные явления выносят осадочные породы в море и не дают эстуарию заполниться и превратиться в дельту. Это происходит когда прилегающая к эстуарию часть моря имеет большу́ю глубину. Эстуарий образуют такие реки, как Амазонка (Атлантический океан), Темза (Северное море).
- Фьорд — длинный, узкий морской залив, часто простирается далеко внутрь побережья. Фьорд образуется в результате затопления морем долины бывшего ледника. Многие фьорды очень глубокие — они формировались, когда ледники своим весом раздавливали долины, а затем долины затапливались морем. Обычно длина фьорда в несколько раз больше его ширины. Примерами типичных фьордов могут быть фьорды Норвежского моря.
- Губа — распространённое на севере России название залива, глубоко врезающегося в сушу (например, Невская в Финском заливе, Обская в Карском море).

Пролив — сравнительно узкая полоса воды, разделяющая участки суши и соединяющая смежные водные бассейны или их части (например, проливы Ла-Манш, Магелланов, Берингов).
Остров — участок суши (зачастую естественного происхождения), окружённый со всех сторон водой и постоянно возвышающийся над водой даже во время наибольшего прилива (например, Гренландия, Мадагаскар). Отличаются от материков небольшими размерами, например Гренландия в три раза меньше самого маленького материка Австралии (острова-материка). Различаются по происхождению, форме и типу (например, коралловый остров).
- Атолл — представляет собой возвышение на дне океана, обычно конической формы, образованное потухшим вулканом, увенчанное коралловой надстройкой, образующей риф с группой островков (моту), разобщённых проливами, которые соединяют океан с лагуной. Если проливов нет, то суша замыкается в сплошное кольцо, а вода в лагуне может отличаться по составу от окружающего океана.
- Архипелаг — группа кучно расположенных островов, имеющих сходное геологическое строение.
- Шхеры — (от норв. sker — скала в море) — архипелаг, состоящий из мелких скалистых островов, разделённых узкими проливами и покрывающих значительную часть прибрежной морской полосы, окаймляя берега фьордового типа[9]. Каждый из таких островков в отдельности именуется «шхе́ра». Как правило, шхеры пригодны для судоходства, однако прохождение в них кораблей требует определённых навыков и таит в себе множество опасностей. В годы Великой Отечественной войны торпедные катера Балтийского флота успешно сражались с оккупантами, используя шхеры для прикрытия.
- Искусственный остров — отдельная группа островов, созданных человеком (например, аэропорт Кансай посреди Осакского залива в Японии и элитный пляж Пальма Джумейра, созданный у берегов Дубая в Объединённых Арабских Эмиратах).

Коса́ — низкая намывная полоса суши на берегу моря или озера, соединяющаяся одним концом с берегом. Образуется в результате перемещения волнами обломочного материала вдоль берега. Сложена отложением (наносами) сыпучих материалов, перемещаемых течениями: песком, галькой, гравием, ракушей. Коса, образованная в результате одновременного поступления наносов с двух сторон выдаётся в открытое море практически перпендикулярно берегу и носит название стрелка. Может создаваться искусственно.
Мыс — часть суши, врезающаяся в море. Может быть образован как коренными породами, так и наносами. Своим существованием мысы, как правило, обязаны процессам абразии. Предпосылкой для появления мыса является наличие на береговой линии одновременно мягких и твёрдых пород. Мягкие породы, такие как песок, разрушаются под действием волн существенно быстрее, чем твёрдые. В результате образуется мыс (например, Горн, Доброй Надежды).
Полуостров — часть материка, далеко выдающаяся в море и с трёх сторон омываемая водой и зачастую в геологическом плане является единым целым с материком (например, Пиренейский полуостров или Скандинавский полуостров).
Материк — крупный участок суши, зачастую омываемый со всех сторон морями или океанами (например, Евразия отделена от Африки Суэцким каналом, а две Америки разделены Панамским).

## Органический мир
Обособленность морей по сравнению с открытым океаном, различие условий на относительно ограниченных пространствах и отличия в геологических историях их развития обуславливают более высокий эндемизм их фауны, в некоторых местах и большее биоразнообразие. В морях наиболее многочисленны виды беспозвоночных, в том числе около 80 тыс. видов моллюсков и 25 тыс. видов ракообразных. В числе позвоночных около 16 тыс. видов рыб и 100 видов млекопитающих.
Обитающие в морской воде организмы разделены на три основных комплекса: свободно дрейфующий в толще воды планктон, находящийся на морском дне бентос и активно плавающий нектон. Бо́льшую часть биомассы нектона составляют рыбы, кроме того, к нему относятся головоногие моллюски и млекопитающие. Многие его представители совершают миграции, иногда на большие расстояния.
Две трети биомассы морей сосредоточены на глубине до 500 м. С увеличением глубины биоразнообразие резко падает. Биоразнообразие коррелирует с солёностью воды: с уменьшением солёности количество видов уменьшается, но в солоноватых бассейнах фауна более своеобразна.
Количество видов животных в некоторых морях
| Средиземное море | около 7 тыс.   |
| Северное море    | около 1,5 тыс. |
| Балтийское море  | около 70       |

Наиболее богаты видами тропические моря, в умеренной и полярной зонах выше численность популяций.

## Крупнейшие моря
| No. | Море                        | Площадь поверхности (тыс. км²) | Океан                                      | Часть территории океана (%) | Часть Мирового океана (%) | Наибольшая глубина (м) | Средняя глубина (м) | Омывает (или ограничено) | Размеры (км)                                                       | Береговая линия (км)     | Внутренние моря | Примечание |
| --- | --------------------------- | ------------------------------ | ------------------------------------------ | --------------------------- | ------------------------- | ---------------------- | ------------------- | --- | ------------------------------------------------------------------ | ------------------------ | --- | --- |
| 1   | Саргассово море             | 6500                           | Атлантический                              | 7,091424                    | 1,799256                  | 6995                   | 6000                | Вулканические Бермудские острова |                                                                    | не имеет береговой линии | | Площадь 6000—7000 тыс. км² (зависит от положения течений). Средняя глубина свыше 6000 м |
| 2   | Филиппинское море           | 5726                           | Тихий                                      | 3,204611                    | 1,585008                  | 10994                  | 4108                | Японские острова (Хонсю, Кюсю и Рюкю), остров Тайвань и Филиппинский архипелаг на западе, острова Идзу, Огасавара (Бонин), Кадзан и Марианские на востоке, Яп и Палау на юго-востоке |                                                                    |                          | | Самое глубокое море Земли, по последним замерам глубина составляет 10 994 ± 40 м |
| 3   | Коралловое море             | 4791                           | Тихий                                      | 2,681329                    | 1,326191                  | 9140                   |                     | Берега Австралии, Новой Гвинеи, Новой Каледонии |                                                                    |                          | | |
| 4   | Аравийское море             | 3862                           | Индийский                                  | 5,070023                    | 1,069036                  | 5803                   |                     | Сомали, Джибути, Йемен, Оман, Иран, Пакистан, Индия и Мальдивские острова | До 2400                                                            | 2092                     | | |
| 5   | Южно-Китайское море         | 3537,289                       | Тихий                                      | 1,979678                    | 0,979153                  | 5560                   | 1024                | Берега Юго-Восточной Азии, между полуостровом Индокитай, островами Калимантан, Палаван, Лусон и Тайвань |                                                                    |                          | | |
| 6   | Море Фиджи                  | 3177                           | Тихий                                      | 1,778038                    | 0,879422                  | 7633 (6948)            | 2740                | На севере острова Фиджи, на востоке — острова Кермадек, на юге — Новая Зеландия |                                                                    | 1129                     | | |
| 7   | Море Уэдделла               | 2920 (2800)                    | Южный, атлантический сектора Южного океана | 14,365130                   | 0,808282                  | 6820                   | 3000                | Берега Западной Антарктиды, между Антарктическим полуостровом на западе и Землёй Котса на востоке |                                                                    |                          | | На юге и юго-западе глубина до 500 м |
| 8   | Карибское море              | 2754                           | Атлантический                              | 3,004582                    | 0,762331                  | 7686                   | 2500                | С запада и юга ограничено Центральной и Южной Америкой, с севера и востока — Большими и Малыми Антильскими островами. На юге оно омывает Венесуэлу, Колумбию и Панаму (в том числе на юго-западе — искусственный Панамский канал), на западе — Коста-Рику, Никарагуа, Гондурас, Гватемалу, Белиз и мексиканский полуостров Юкатан, на севере — Кубу, Гаити, Ямайку и Пуэрто-Рико; на востоке — государства Малых Антильских островов (см. список стран Карибского бассейна) |                                                                    |                          | | |
| 9   | Средиземное море            | 2500                           | Атлантический                              | 2,727471                    | 0,692022                  | 5121                   | 1541                | Берега 24 государств и территорий: Европа (с запада на восток): Испании, Франции, Монако, Италии, Мальты, Словении, Хорватии, Боснии и Герцеговины, Черногории, Албании, Греции, Турции (Восточная Фракия); Азия (с севера на юг): Турции (Малая Азия), Сирии, Кипра, Ливана, Израиля и Египта (Синайский полуостров); Африка (с востока на запад): Египта (африканская часть), Ливии, Туниса, Алжира, Марокко и Испании (Сеута, Мелилья и другие); в том числе трёх территорий неопределённого статуса: непризнанной Турецкой Республики Северного Кипра, Гибралтара и Сектора Газа      |                                                                    | 3700                     | Включает в себя моря: Адриатическое, Альборан, Балеарское, Ионическое, Кипрское, Критское, Левантийское, Ливийское, Лигурийское, Тирренское и Эгейское. В бассейн Средиземного моря также входят Мраморное, Чёрное и Азовское моря | |
| 10  | Тасманово море              | 2330 (3340)                    | Тихий                                      | 1,304007                    | 0,644964                  | 6000+                  |                     | Разделяет Австралию и Новую Зеландию | 1670+                                                              |                          | | |
| 11  | Берингово море              | 2260 (2315)                    | Тихий                                      | 1,264831                    | 0,625588                  | 4151                   | 1600                | Берега России и США |                                                                    |                          | | |
| 12  | Бенгальский залив           | 2172                           | Индийский                                  |                             |                           | 4694                   | 2600                | Берега Индии, Бангладеш, Мьянмы и Шри-Ланки. На западе ограничен полуостровом Индостан, на востоке — побережьем Мьянмы и островными дугами Андаманских и Никобарских островов |                                                                    |                          | | Является самым большим заливом в мире. На северо-восточном побережье залива, у города Кокс-Базар (Бангладеш) расположен самый протяжённый в мире пляж (120 км). По гидрологическому, гидрохимическому и прочим параметрам Бенгальский залив относится к морям |
| 13  | Охотское море               | 1603                           | Тихий                                      |                             |                           | 3916                   | 821                 | Омывает берега России и Японии: полуостров Камчатка, Курильские острова и острова Хоккайдо, Сахалин | Длина 2265. Ширина 1407                                            | 10460                    | | |
| 14  | Мексиканский залив          | 1543                           | Атлантический                              |                             |                           |                        | 1511                | Ограничен с северо-запада, севера и востока побережьем США (штаты Флорида, Алабама, Миссисипи, Луизиана и Техас), на юге и юго-западе — побережьем Мексики (штаты Тамаулипас, Веракрус, Табаско, Кампече, Юкатан), а также островом Кубой |                                                                    | 5505                     | | |
| 15  | Баренцево море              | 1424                           | Северный Ледовитый                         |                             |                           | 600                    | 222                 | Берега России и Норвегии. Море ограничено северным побережьем Европы и архипелагами Шпицберген, Земля Франца-Иосифа и Новая Земля |                                                                    | 6645                     | | |
| 16  | Норвежское море             | 1400                           | Северный Ледовитый                         |                             |                           | 3970                   | 1600 (1750)         | Море Северного Ледовитого океана (в советской и российской библиографии), между Скандинавским полуостровом, Исландией и островом Ян-Майен |                                                                    |                          | | Средняя глубина 1600—1750 м. В советской, а позже и российской библиографии (БСЭ и БРЭ) граница Северного Ледовитого океана проводится по линии Гренландия — Исландия — Фарерские острова — Шетландские острова — Норвегия, что включает Норвежское море в состав Северного Ледовитого океана. В западных источниках, в частности в терминологии Всемирной гидрографической организации, граница Северного Ледовитого океана проходит по линии Гренландия — Исландия — Шпицберген — Медвежий остров — Норвегия, что включает Норвежское море в состав Атлантического океана. На дне моря лежит затонувшая в 1989 году советская атомная подводная лодка «Комсомолец» |
| 17  | Море Скоша                  | 1247                           | Южный                                      |                             |                           | 6022                   | 3096                | Море в южной части Атлантического океана между островами Южная Георгия, Южными Сандвичевыми и Южными Оркнейскими. Большая его часть лежит в пределах Атлантического океана, меньшая — в пределах Южного океана. На западе соединяется проливом Дрейка с Тихим океаном |                                                                    |                          | | |
| 18  | Гудзонов залив              | 1230                           | Северный Ледовитый                         |                             |                           | 258                    | 100                 | Часть Северного Ледовитого океана, примыкающая также к Атлантическому океану. Фактически представляет собой внутреннее море, окружённое с востока, юга и запада землями канадских провинций Квебек, Онтарио, Манитоба, а также территорией Нунавут |                                                                    |                          | | |
| 19  | Гренландское море           | 1205                           | Северный Ледовитый                         |                             |                           | 5527                   | 1444                | Между Гренландией, Исландией, Шпицбергеном и островом Ян-Майен |                                                                    |                          | | |
| 20  | Море Сомова                 | 1150                           | Южный                                      |                             |                           | 3000                   |                     | Море тихоокеанского сектора Южного океана, примыкающее к Земле Виктории (Восточная Антарктида). На севере лежат острова Баллени |                                                                    |                          | | На берегу моря Сомова находится российская научная антарктическая станция Ленинградская |
| 21  | Море Рисер-Ларсена          | 1138,3                         | Южный                                      |                             |                           |                        | 3000                | Море Индоокеанского сектора Южного океана у берегов Земли Королевы Мод (Восточная Антарктида). Простирается от берегов Антарктиды до 65° ю. ш. На западе по 14° в. д. граничит с морем Лазарева, на востоке по гребню банки Гуннерус — с морем Космонавтов |                                                                    |                          | | Средняя глубина свыше 3000 м |
| 22  | Японское море               | 1062                           | Тихий                                      |                             |                           | 3742                   | 1753                | Берега России, Японии, Республики Корея и КНДР | Длина 2254. Ширина 1072                                            | 7307                     | | |
| 23  | Арафурское море             | 1017                           | Индийский                                  |                             |                           | 3680                   | 186                 | Между Австралией, Новой Гвинеей и островами Танимбар и Кай | Длина — 1290, ширина — 560 км                                      |                          | | |
| 24  | Восточно-Сибирское море     | 944,6                          | Северный Ледовитый                         |                             |                           | 915                    | 66                  | Между Новосибирскими островами и островом Врангеля |                                                                    |                          | | |
| 25  | Карское море                | 893,4                          | Северный Ледовитый                         |                             |                           | 620                    | 50 (100)            | Ограничено северным побережьем Евразии и островами: Вайгач, Новая Земля, Земля Франца-Иосифа, Северная Земля, Гейберга |                                                                    |                          | | Средняя глубина 50—100 м |
| 26  | Море Лабрадор               | 840                            | Атлантический                              |                             |                           | 4316                   |                     | |                                                                    |                          | | |
| 27  | Восточно-Китайское море     | 836                            | Тихий                                      |                             |                           | 2719                   | 309                 | Между побережьем Восточной Азии (Китай) и островами Рюкю и Кюсю (Япония) |                                                                    |                          | | |
| 28  | Лаккадивское море           | 786                            | Индийский                                  |                             |                           | 4131                   | 1929                | Между юго-западной частью полуострова Индостан, островами Шри-Ланка, Лаккадивскими и Мальдивскими. Южная точка — атолл Адду |                                                                    |                          | | |
| 29  | Море Ирмингера              | 780                            | Атлантический                              |                             |                           |                        |                     | Между южной частью острова Гренландия и подводным хребтом Рейкьянес — частью Срединно-Атлантического хребта, отходящего от южной конечности Исландии |                                                                    |                          | | |
| 30  | Соломоново море             | 755                            | Тихий                                      |                             |                           | 9103                   | 2652                | Между Соломоновыми островами, Новой Британией и Новой Гвинеей |                                                                    |                          | | |
| 31  | Северное море               | 750                            | Атлантический                              |                             |                           | 725                    | 95                  | Берега Норвегии, Дании, Германии, Нидерландов, Бельгии, Франции и Великобритании | Длина 800. Ширина 500                                              |                          | | |
| 32  | Море Банда                  | 714                            | Тихий                                      |                             |                           | 7440                   |                     | Между островами Малайского архипелага. Ограничено островами Буру и Серам на севере, Тимор — на юго-западе, Танимбар и Ару — на востоке, включает архипелаг Банда | Протяжённость с севера на юг 500 км, с востока на запад — 1000 км  |                          | | |
| 33  | Море Космонавтов            | 698,6                          | Южный                                      |                             |                           | 4798                   |                     | Море Индийского сектора Южного океана у берегов Восточной Антарктиды, между Землёй Эндерби и морем Рисер-Ларсена, от которого отделено подводным хребтом Гуннерус. Восточные берега Земли Эндерби являются границей моря Космонавтов с морем Содружества |                                                                    |                          | | Названо в 1962 году участниками Советской Антарктической экспедиции в честь первых советских космонавтов |
| 34  | Море Баффина                | 689                            | Северный Ледовитый                         |                             |                           | 2136                   | 861                 | Между провинцией Нунавут (Канада) и западным берегом Гренландии |                                                                    |                          | | |
| 35  | Море Лаптевых               | 672                            | Северный Ледовитый                         |                             |                           | 3385                   | 540                 | Между северным побережьем Сибири на юге, полуостровом Таймыр, островами Северная Земля на западе и Новосибирскими островами на востоке |                                                                    |                          | | |
| 36  | Андаманское море            | 605                            | Индийский                                  |                             |                           | 4507                   | 1043                | Между полуостровами Индокитай и Малакка на востоке, островом Суматра на юге, Андаманскими и Никобарскими островами |                                                                    |                          | | |
| 37  | Чукотское море              | 595                            | Северный Ледовитый                         |                             |                           | 1256                   | 71                  | Между Чукоткой и Аляской |                                                                    |                          | | Через акваторию моря проходит линия перемены дат |
| 38  | Яванское море               | 552                            | Тихий                                      |                             |                           | 1272                   | 111                 | Между островами Калимантан, Сулавеси, Суматра и Ява |                                                                    |                          | | |
| 39  | Море Беллинсгаузена         | 487                            | Южный                                      |                             |                           | 4470                   |                     | Море в западной части Антарктики, у побережья Антарктиды, расположенное в Тихоокеанском секторе Южного океана. Море занимает территорию, вдоль западного побережья Антарктического полуострова между 57°18' з. д. и 102°20' з. д., к западу от Земли Александра I, к востоку от мыса Флайинг-Фиш на острове Терстон и южнее острова Петра I |                                                                    |                          | | В море Беллинсгаузена расположен крупнейший остров Антарктики, Земля Александра I |
| 40  | Море Бофорта                | 476                            | Северный Ледовитый                         |                             |                           | 4683                   | 1004                | Северные берега Канады и Аляски: северное побережье Северо-Западных территорий, Территории Юкон, и Аляски. К морю Бофорта примыкает западная часть Канадского Арктического архипелага. Его южную границу формируют Канадский и Юконско-Аляскинский арктический шельф. Восточная граница проходит вдоль канадских островов Банкс и Принс-Патрик, с северо-запада море ограничено условной линией, соединяющей мыс Барроу на Аляске с мысом Лендс-Энд на острове Принс-Патрик |                                                                    |                          | | |
| 41  | Море Сулавеси               | 453                            | Тихий                                      |                             |                           | 6220                   |                     | Между островами Сулавеси, Калимантан, Минданао, Сангихе и архипелагом Сулу |                                                                    |                          | | |
| 42  | Море Росса                  | 439                            | Южный                                      |                             |                           | 2972                   | 677                 | Море тихоокеанского сектора Южного океана, у берегов Земель Виктории и Мэри Бэрд (Западная Антарктида), между мысами Адэр и Колбек (170° в. д. — 158° з. д.) |                                                                    |                          | | Через море проходит Линия перемены даты |
| 43  | Красное море                | 438                            | Индийский                                  |                             |                           | 2211                   | 490                 | Между Аравийским полуостровом и Африкой в тектонической впадине |                                                                    |                          | | Самое солёное море из входящих в состав Мирового океана и единственное в мире, в которое не впадает ни одной реки |
| 44  | Тиморское море              | 432                            | Индийский                                  |                             |                           | 3300                   | 435                 | Между Австралией и островом Тимор. Омывает берега таких государств, как Австралия, Восточный Тимор и Индонезия |                                                                    |                          | | |
| 45  | Чёрное море                 | 422 (436,4)                    | Атлантический                              |                             |                           | 2210                   | 1240                | Берега России, Украины, Румынии, Болгарии, Турции, Грузии, Абхазии (территории, расположенные вокруг моря, традиционно именуют термином «Причерноморье») | Длина 1150. Ширина 580                                             |                          | | |
| 46  | Балтийское море             | 419                            | Атлантический                              |                             |                           | 470                    | 51                  | Внутриматериковое море Евразии, расположенное в Северной Европе (частично омывает также берега Западной и Восточной Европы) |                                                                    |                          | | Является крупнейшим в мире солоноватоводным морем с низкую солёность водыиз-за огромного стока рек |
| 47  | Жёлтое море                 | 416                            | Тихий                                      |                             |                           | 106                    | 40                  | Берега КНР, КНДР и Республики Корея | Длина 960 км. Ширина 700 км                                        |                          | | |
| 48  | Море Сулу                   | 335                            | Тихий                                      |                             |                           | 5576                   |                     | Ограничено Филиппинским архипелагом с северо-востока и востока, длинным островом Палаван с северо-запада, Калимантаном с юго-запада и архипелагом Сулу с юго-востока |                                                                    |                          | | |
| 49  | Море Лазарева               | 335                            | Южный                                      |                             |                           | 4500                   | 3000                | Побережье моря Лазарева — это застывшие глыбы шельфового ледника, сползающего с гористой Земли Королевы Мод на Берег Принцессы Марты. Зимой море застывает практически на всей территории, а летом у побережья плавает множество льдов и айсбергов. Ледник Лазарева — одна из местных достопримечательностей. Ширина его около 100 километров и он далеко вдаётся в море |                                                                    |                          | | Средняя глубина свыше 3000 м |
| 50  | Море Моусона                | 333                            | Южный                                      |                             |                           | 1000+                  |                     | Море индоокеанского сектора Южного океана, у побережья Восточной Антарктиды, между мысами Визе (95°45' в. д.) и Пойнсетт (113°12' в. д.) |                                                                    |                          | | |
| 51  | Левантинское море           | 320                            | Атлантический                              |                             |                           | 4384                   |                     | Ограничено Турцией на севере, Сирией, Ливаном и Израилем на востоке, Египтом и Ливией на юге, Эгейским морем на северо-западе |                                                                    |                          | Входит в состав Средиземного и Кипрского морей | |
| 52  | Новогвинейское море         | 310                            | Тихий                                      |                             |                           | 2665                   | 1700                | С севера, востока и юга ограничено архипелагом Бисмарка, с запада — островом Новая Гвинея |                                                                    |                          | | |
| 53  | Молуккское море             | 291 (274)                      | Тихий                                      |                             |                           | 4970 (4180)            | 1752                | Окружено Индонезийскими островами: Сулавеси на западе, Сула, Малуку и Молуккскими на юге, Сангихе, Минданао и Талауд на севере, Северное Малукку на востоке |                                                                    |                          | | |
| 54  | Море Содружества            | 258                            | Южный                                      |                             |                           | 3000                   | 500                 | Море в Индийском секторе Южного океана. На берегу моря австралийские научные станции Моусон и Дейвис |                                                                    |                          | | |
| 55  | Персидский залив            | 239                            | Индийский                                  |                             |                           | 102                    | 36                  | Залив между Ираном и Аравийским полуостровом. Прибрежными странами Персидского залива являются Оман, Объединённые Арабские Эмираты, Саудовская Аравия, Катар, Бахрейн, Кувейт, Ирак и Иран | 926*320                                                            |                          | | По гидрологическому режиму является морем |
| 56  | Бискайский залив            | 223                            | Атлантический                              |                             |                           | 4735 (5120)            | 1715                | Часть Атлантического океана, расположенная к северу от Пиренейского полуострова, омывает берега Испании и Франции и простирается от Галисии до Бретани. Северная часть французского берега скалиста, имеется несколько островов: Бель-Иль, Нуармутье, Ре, Олерон, Экс. К югу побережье выполаживается, его участки называются Серебряный берег и Берег басков. К берегу Пиренейского полуострова подступают Кантабрийские горы и он вновь становится скалистым и изрезанным. Континентальный шельф у берегов Бретани имеет ширину около 160 км, но к берегам Испании уменьшается до 65 км | 400                                                                |                          | | Название происходит от баскской провинции Бискайя. В Испании Бискайский залив называют Кантабрийским морем (Mar Cantábrico). Лишь восточная часть Кантабрийского моря, непосредственно примыкающая к Стране Басков, называется Бискайским заливом. За 220 тыс. лет до н. э., во времена ледника Рисс, Бискайский залив был заморожен. 12 апреля 1970 года в Бискайском заливе потерпела аварию и затонула советская атомная подводная лодка К-8 |
| 57  | Тирренское море             | 214                            | Атлантический                              |                             |                           | 3830                   |                     | У западного побережья Италии, между Апеннинским полуостровом (итальянские области Тоскана, Лацио, Кампания и Калабрия) и островами Сицилия, Сардиния, Корсика и Эльба |                                                                    |                          | Входит в состав Средиземного моря | |
| 58  | Эгейское море               | 179                            | Атлантический                              |                             |                           | 2529                   |                     | С большим количеством островов (около 2000) в восточной части Средиземного моря, между Балканским полуостровом, Малой Азией и островом Крит. Омывает берега современных Греции и Турции |                                                                    |                          | Входит в состав Средиземного моря | Одна из колыбелей античности, древнегреческой, а позднее и византийской цивилизаций |
| 59  | Ионическое море             | 169                            | Атлантический                              |                             |                           | 5121                   | 2083                | Между Балканским и Апеннинским полуостровами и островами Крит и Сицилия. Омывает берега Южной Италии (области Сицилия, Калабрия, Базиликата и Апулия), Албании (префектура Влёра) и Греции (административные округа Ионические острова, Эпир, Западная Греция, Центральная Греция, Аттика, Пелопоннес и Крит) |                                                                    |                          | Входит в состав Средиземного моря | |
| 60  | Море Серам                  | 161                            | Тихий                                      |                             |                           | 5319                   | 1074                | В Малайском архипелаге, между островами Серам, Буру, Сула, Оби, Мисоол (относятся к Молуккским островам) и п-овом Чендравасих (Новая Гвинея) |                                                                    |                          | | |
| 61  | Адриатическое море          | 144                            | Атлантический                              |                             |                           | 1230                   |                     | Часть Средиземного моря между Апеннинским и Балканским полуостровами. Омывает берега Италии (более 1000 км), Словении (47 км), Хорватии (1777 км), Боснии и Герцеговины (20 км), Черногории (200 км), Албании (472 км) | Вдаётся в сушу на 796 километров, ширина моря от 93 до 222 км      |                          | Входит в состав Средиземного моря | |
| 62  | Море Флорес                 | 115                            | Тихий                                      |                             |                           | 5234                   | 1522                | Между южной оконечностью острова Сулавеси на севере, островами Кабиа, Сумбава и Флорес на юге |                                                                    |                          | | |
| 63  | Ирландское море             | 100                            | Атлантический                              |                             |                           | 175                    | 43                  | Между островами Великобритания на востоке и Ирландия на западе. Омывает с юга берега Шотландии, с запада — Республику Ирландия и Северную Ирландию. К югу от моря расположен Уэльс, к востоку — Англия |                                                                    |                          | | По словам организации Гринпис, в 2001 году Ирландское море являлось самым радиоактивно загрязнённым морем планеты из-за отходов комплекса Селлафилд |
| 64  | Море Амундсена              | 98                             | Южный                                      |                             |                           | 585                    | 286                 | Море на окраине Тихого океана, в его южной части (в Южном океане), у берегов Западной Антарктиды. Расположено около Земли Мэри Бэрд, ограничено островом Терстон с востока и мысом Дарт с запада. К западу от мыса Дарт протягивается открытое тихоокеанское побережье Антарктики, к востоку от острова Терстон начинается акватория моря Беллинсгаузена |                                                                    |                          | | |
| 65  | Белое море                  | 90,8                           | Северный Ледовитый                         |                             |                           | 343                    | 67                  | Север европейской части России | 600                                                                |                          | | |
| 66  | Балеарское море             | 86                             | Атлантический                              |                             |                           | 2132                   | 767                 | Берега Пиренейского полуострова, Балеарских островов |                                                                    |                          | Входит в состав Средиземного моря | |
| 67  | Печорское море              | 81,263                         | Северный Ледовитый                         |                             |                           | 210                    | 6                   | Акватория в юго-восточной части Баренцева моря, между островами Колгуев и Вайгач | 300*180                                                            |                          | Входит в состав Баренцева моря | |
| 68  | Море Хальмахера             | 75                             | Тихий                                      |                             |                           | 2072                   | 747                 | В Индонезии, между Молуккскими островами и Новой Гвинеей. На западе ограничено береговой линией острова Хальмахера, на севере — островом Вайгео, на востоке — полуостровом Чендравасих (Новая Гвинея), на юге — островом Мисоол, на юго-западе — островами Оби |                                                                    |                          | | |
| 69  | Гебридское море             | 47                             | Атлантический                              |                             |                           | 137                    | 64                  | Ограничено с востока побережьем Шотландии, а с запада — Гебридскими островами. Гебридское море, а также проливы Литл-Минч и Норт-Минч (к северу) разделяют острова на две группы — Внутренние и Внешние Гебриды |                                                                    |                          | | |
| 70  | Море Бали                   | 40                             | Тихий                                      |                             |                           | 1590                   | 411                 | Между восточной оконечностью острова Ява и островами Бали, Ломбок, Сумбава, Сулавеси и Мадура |                                                                    |                          | | |
| 71  | Азовское море               | 39                             | Атлантический                              |                             |                           | 13,5                   | 7,5                 | Побережье Украины и России | Длина 380. Ширина 200                                              |                          | | Самое мелкое море в мире, заметно мелеет. Соединяется с Атлантическим океаном длинной цепочкой проливов и морей, по отдалённости от океана является самым континентальным морем планеты |
| 72  | Море Линкольна              | 38                             | Северный Ледовитый                         |                             |                           | 592                    | 289                 | Северные берега островов Элсмир и Гренландия. Ограничено мысом Колумбия (Канада) на западе, и мысом Морис-Джесуп (Гренландия) на востоке |                                                                    |                          | | |
| 73  | Море Саву                   | 35                             | Тихий                                      |                             |                           | 3475                   | 1683                | Между островами Флорес, Сумба и Тимор Малайского архипелага |                                                                    |                          | | |
| 74  | Море Дейвиса                | 21                             | Южный                                      |                             |                           | 1369                   | 571                 | Окраинное море Индийского сектора Южного океана у берегов Антарктиды, между 87° и 98° в. д. Омывает Берег Правды — прибрежную часть Земли Королевы Мери, западная граница моря проходит по меридиану мыса Максимова вдоль восточного побережья Западного шельфового ледника, южная граница проходит — по Берегу Правды Антарктического материка и восточная — по меридиану мыса Визе и западному побережью шельфового ледника Шеклтона. Круглый год покрыто льдом |                                                                    |                          | | |
| 75  | Внутреннее Японское море    | 18                             | Тихий                                      |                             |                           | 241                    | 20 (60)             | | Длина с запада на восток 445, ширина с севера на юг от 15 до 55 км |                          | | Средняя глубина 20—60 м |
| 76  | Лигурийское море            | 15                             | Атлантический                              |                             |                           | 2546                   |                     | Между островом Корсика и Лигурией (побережьем Италии). Омывает территорию Франции, Монако и Италии |                                                                    |                          | Входит в состав Средиземного моря | |
| 77  | Мраморное море              | 11,472                         | Атлантический                              |                             |                           | 1355                   | 677                 | Между европейской и малоазиатской частями Турции. На северо-востоке соединяется проливом Босфор с Чёрным морем, на юго-западе — проливом Дарданеллы с Эгейским морем | Длина 280. Ширина 80                                               |                          | | |
| 78  | Ваттовое море               | 10                             | Атлантический                              |                             |                           |                        |                     | Берега Нидерландов, Германии и Дании, часть акватории Северного моря, ограниченная цепью Фризских островов | 500                                                                |                          | Входит в состав Северного моря | |
| 79  | Море Самар                  | 3,87                           | Тихий                                      |                             |                           |                        | 200                 | В Филиппинском архипелаге, ограничено островами Самар на востоке, Лейте на юге, Масбате на западе и Лусон на севере. В акватории моря расположено множество островов |                                                                    |                          | | |
| 80  | Море Дюрвиля                |                                | Южный                                      |                             |                           | 3610                   | 500                 | Море тихоокеанского сектора Южного океана, между 136° и 148° восточной долготы. Омывает Землю Адели (Восточная Антарктида) |                                                                    |                          | | Море Дюрвиля отличается от соседних морей тем, что ледники едва покрывают половину его побережья |
| 81  | Море Коро                   |                                | Тихий                                      |                             |                           | 2930                   |                     | Окружено островами архипелага Фиджи: Вити-Леву, Вануа-Леву, Тавеуни и островами Лау |                                                                    |                          | | |
| 82  | Альборан                    |                                | Атлантический                              |                             |                           | 2407                   | 2000                | Около Гибралтарского пролива | Достигает в длину около 400, а в ширину — 200 км                   |                          | Входит в состав Средиземного моря | |
| 83  | Море Минданао               |                                | Тихий                                      |                             |                           | 1975                   |                     | Между островами Сикихор, Бохол и Лейте на севере и островом Минданао на юге, в южной части Филиппинского архипелага |                                                                    |                          | | |
| 84  | Море Сибуян                 |                                | Тихий                                      |                             |                           | 1700                   |                     | В Филиппинском архипелаге, между островами Панай, Таблас, Мариндуке, Лусон и Масбате |                                                                    |                          | | |
| 85  | Море Камотес                |                                | Тихий                                      |                             |                           | 323                    |                     | В Филиппинском архипелаге, между островами Лейте, Бохол и Себу |                                                                    |                          | | |
| 86  | Кипрское море               |                                | Атлантический                              |                             |                           |                        |                     | Восточная часть Средиземного моря, между полуостровом Малая Азия и Африкой, которое окружает остров Кипр |                                                                    |                          | Входит в состав Средиземного моря | |
| 87  | Критское море               |                                | Атлантический                              |                             |                           |                        |                     | Южная глубоководная часть Эгейского моря. Расположено между группами островов Киклады и Додеканес на севере и востоке и островом Крит на юге. Юго-восточная часть Эгейского моря античными авторами именовалась Карпатосским морем по острову Карпатосу, лежащему между Критом и Родосом |                                                                    |                          | Входит в состав Средиземного и Эгейского морей | |
| 88  | Кельтское море              |                                | Атлантический                              |                             |                           |                        |                     | Омывает часть Ирландии, Великобритании и Франции. Южная и западная границы очерчиваются по континентальному шельфу |                                                                    |                          | | |
| 89  | Море Ванделя                |                                | Северный Ледовитый                         |                             |                           |                        |                     | Неофициальное название части Северного Ледовитого океана, расположенной между мысом Нордоструннинген и Землёй Пири |                                                                    |                          | | Водное пространство севернее и северо-восточнее моря Ванделя круглый год покрыто льдом. По данным на 2008 год море было весьма слабо исследовано из-за практически постоянно сковывающих его льдов, а также труднодоступности региона в целом |
| 90  | Икарийское море             |                                | Атлантический                              |                             |                           |                        |                     | Юго-восточная часть Эгейского моря вокруг острова Икарии вдоль берегов Дориды, Карии и Ионии. Названо в честь героя древнегреческих мифов Икара |                                                                    |                          | Входит в состав Средиземного и Эгейского морей | |
| 91  | Миртойское море             |                                | Атлантический                              |                             |                           |                        |                     | Миртойское море, Миртосское море — античное название юго-западной части Эгейского моря, окружающей остров Мирт (Μύρτος), расположенный у южной оконечности Эвбеи. Простиралось от Эвбеи и Киклад до Лаконии, от Аттики до Крита |                                                                    |                          | Входит в состав Средиземного и Эгейского морей | |
| 92  | Фракийское море             |                                | Атлантический                              |                             |                           |                        |                     | Античное название северной части Эгейского моря вдоль побережья Фракии, между полуостровом Халкидики и Галлипольским полуостровом. С юга ограничено островом Лемносом. Также фракийским морем называли Мраморное море |                                                                    |                          | Входит в состав Средиземного и Эгейского морей | |
| 93  | Киликийское море            |                                | Атлантический                              |                             |                           |                        |                     | Северо-восточную часть Кипрского моря между Кипром и Малой Азией называют Киликийским морем (от Киликия) а восточную между Кипром и ближневосточным побережьем — Левантинским морем (от Левант) |                                                                    |                          | Входит в состав Средиземного и Кипрского морей | |
| 94  | Море Аки                    | 744 км²                        | Тихий                                      |                             |                           |                        |                     | Между юго-западом префектуры Хиросима и северо-западом префектуры Эхиме. На севере ограничен островами Осаки-Симо, Ками-Камагари, Симо-Камагари и Курахаси, на востоке — проливом Курусима, на юге — полуостровом Таканава острова Сикоку (префектура Эхиме), а на западе — островом Иё-Нака | Протяжённость с севера на юг — 30, с запада на восток — 45         |                          | Аки-Нада — плёс в западной части Внутреннего Японского моря | |
| 95  | Море Висаян                 |                                | Тихий                                      |                             |                           |                        |                     | В Филиппинском архипелаге между островами Масбате на севере, Лейте на востоке и юго-востоке, Себу и Негрос на юге и Панай на западе |                                                                    |                          | | |
| 96  | Море Принца Густава-Адольфа |                                | Северный Ледовитый                         |                             |                           |                        |                     | Ограничено с запада двумя островами — Борден и Маккензи-Кинг, с востока — островом Эллеф-Рингнес, а с юга — островом Лохид |                                                                    |                          | | В российской географии эта акватория часто именуется проливом Принц-Густав-Адольф (одноимённый пролив есть у берегов Антарктиды) |

## Внеземные моря
На спутнике Сатурна Титане существуют три моря из углеводородов: море Кракена, море Лигеи и море Пунги. По размерам первое из них сравнимо с Каспийским, а два других существенно меньше.